# Едуар Даладје
Едуар Даладје (фр. Édouard Daladier; Карпантра, 18. јун 1889 − 11. октобар 1970) био је истакнути француски државник у периоду пре Другог светског рата.

## Живот и рад
Члан француског Парламента од 1919. Од 1924. водио је више ресора у низу влада. Дужност премијера вршио је 1933, 1934, а од 10. априла 1938. до 20. марта 1940. био је председник француске владе и министар народне одбране.

### Политика попуштања Осовини
Заступао је и спроводио политику немешања у шпански грађански рат, која је Мусолинију и Хитлеру олакшала обарање републиканског режима. Заједно са Невилом Чемберленом водио је политику попуштања нацистичкој Немачкој и фашистичкој Италији - један је од твораца Минхенског споразума (1938).

### Лажни рат и пад Француске
Септембра 1939. није удовољио захтеву Пољака да их подржи предузимањем офанзиве на Западу, у тренутку кад су главне немачке снаге биле ангажоване у Пољској. Противио се офанзивним дејствима - да се не би изазвали Немци на репресалије против Француске. После избијања финско-совјетског рата новембра 1939, настојао је да се Финској пружи што већа војна помоћ. После пада Француске јуна 1940. вишијевска влада га је ухапсила на захтев Немаца; у Немачку је интерниран марта 1943, а ослобођен априла 1945.

### После рата
Од 1946. до 1958. био је народни посланик, а 1957. изабран је за председника Радикал-социјалистичке партије.